# Костромин, Павел Олегович
Па́вел Оле́гович Костроми́н (род. 12 июля 1991, Жабинка, Белорусская ССР) — белорусский боксёр, представитель полусредней весовой категории. Выступает за сборную Белоруссии по боксу начиная с 2013 года, победитель и призёр первенств национального значения, серебряный и бронзовый призёр чемпионатов Европы, участник летних Олимпийских игр в Рио-де-Жанейро. Мастер спорта Республики Беларусь международного класса.

## Биография
Павел Костромин родился 12 июля 1991 года в городе Жабинка Брестской области.
Впервые заявил о себе в 2005 году, выиграв бронзовую медаль на чемпионате Европы среди школьников в Твери.
Начиная с 2012 года боксировал на взрослом уровне, в частности выступил на взрослом чемпионате Белоруссии и получил бронзу на Мемориале Ливенцева в Минске.
В 2013 году стал серебряным призёром чемпионата Белоруссии в Витебске и, попав в основной состав белорусской национальной сборной, побывал на домашнем чемпионате Европы в Минске, откуда привёз награду бронзового достоинства — на стадии полуфиналов уступил представителю Германии Араику Марутяну. Боксировал и на чемпионате мира в Алма-Ате, но здесь был остановлен уже в 1/32 финала.
На мировом первенстве 2015 года в Дохе дошёл до стадии 1/8 финала, проиграв казаху Данияру Елеусинову. Тогда как на европейском первенстве в Самокове пробился в финал и завоевал серебро.
В 2016 году на олимпийском квалификационном турнире в Баку занял третье место и благодаря этому удостоился права защищать честь страны на летних Олимпийских играх в Рио-де-Жанейро. Тем не менее, выступил на Играх неудачно, уже в стартовом поединке полусреднего веса со счётом 1:2 потерпел поражение от тайца Сайлома Ади и сразу же выбыл из борьбы за медали.
После Олимпиады Костромин остался в основном составе боксёрской команды Белоруссии и продолжил принимать участие в крупнейших международных турнирах. Так, в 2017 году он выиграл белорусское национальное первенство и съездил на чемпионат Европы в Харькове, где добрался до стадии 1/8 финала.
За выдающиеся спортивные достижения удостоен почётного звания «Мастер спорта Республики Беларусь международного класса».
На данный момент начал тренерскую карьеру в Варшавской школе Żoliborska Szkola Bosku (Жолиборская Школа Бокса).